# Serbia y Montenegro en los Juegos Olímpicos de Atenas 2004
Serbia y Montenegro estuvo representado en los Juegos Olímpicos de Atenas 2004 por un total de 85 deportistas que compitieron en 14 deportes.  
El portador de la bandera en la ceremonia de apertura fue el jugador de baloncesto Dejan Bodiroga.

## Medallistas
El equipo olímpico de Serbia y Montenegro obtuvo las siguientes medallas:
| Nombre        | Deporte   | Competición            |
| ------------- | --------- | ---------------------- |
| Oro           |           |                        |
| —             |           |                        |
| Plata         |           |                        |
| Jasna Šekarić | Tiro      | Pistola de aire 10 m F |
| Equipo        | Waterpolo | Torneo M               |
| Bronce        |           |                        |
| —             |           |                        |